# Павле Старобељски
Павле Старобељски (рођ. Павел Федорович Кратиров; 6. (14. маја) 1871. село Покровское, Тотемски округ, Вологодска губернија — 5. јануара 1932., Харков) — епископ Руске православне цркве, епископ старобељски, викар харковски. епархије. Активиста Јозефитског покрета.

## Биографија
Рођен 6. маја 1871. године у селу Покровское, Тотемски округ, Вологдска губернија (сада сеоско насеље Чучковское, Соколски округ, Вологдска област) у породици свештеника Молошке Тројице.
Завршио Вологдску богословску школу. Године 1891. завршио је Вологдску богословију са првом категоријом и 22. новембра исте године распоређен је на место учитеља у узорној писменој школи у Новочеркаску.
Године 1896. дипломирао је на Казанској богословској академији са дипломом кандидата богословије са правом да предаје у Богословији и са правом магистра богословије без новог усменог испита.
Исте године постављен је за учитеља Закона Божијег у школи у свом родном селу.
10. јула 1897. године постављен је на место учитеља грчког језика у Тулској богословији.
26. септембра 1902. године премештен је на место наставника књижевности Курске богословије, одакле је, наредбом главног тужиоца Светог синода, од 12. марта 1902. године премештен у звање учитеља. основног, догматског и моралног богословља у Харковској богословији.
Истовремено је био и наставник права у мушкој и женској гимназији. Године 1903. имао је чин дворског саветника и орден Светог Станислава 3. степена. Своје радове је активно објављивао у периодици епархије.
9. септембра 1909. разрешен је дужности наставника руског језика у 6. нормалном разреду (четири часа) и грађанске историје у 2. класи (четири часа) Харковске епархијске женске школе „због компликација у његовом студије на Богословији по молби” (одлуком усвојен владајућем епископу 16. септембра).
У јуну 1914. остао је удовац. Оставио је три ћерке: Валентину, Ину и Зоју.
Предавао је у Харковској богословији до њеног затварања 1918. године.
Априла 1920. архиепископ Натанаил (Троицки) је постављен за привременог администратора Харковске епархије. Његова главна брига било је решавање кадровског проблема.
11/24 септембра 1921. године хиротонисан је у чин ђакона, а 13/26. септембра исте године – у чин свештеника. Служио је у цркви Озерјанске Богородице у Харкову.
12/25 јануара 1922. године, на предлог архиепископа Натанаила, одређен је за епископа старобељског, викара Харковске епархије, „тако да његово именовање и хиротонисање у чин епископа, после претходног пострига у монаштво и узвишења у чин архимандрита, би извршен у граду Харкову“. Истовремено, будућем Епископу Старобелском су додељена „права полусамосталног епископа са низом послова по нахођењу Вашег Преосвештенства. Харковски Покровски манастир треба да се одреди за резиденцију Епископа Старобелског. Поред тога, по хиротонији у епископски чин, добио је „права игумана Старохарковског Курјажског Преображенског манастира“.
5/18 фебруара именован је за епископа, а 6/19 фебруара посвећен за епископа Старобелског у цркви „Свију жалосних“ Покровског манастира по другим изворима, именовање; а у Саборној цркви извршено је освећење. Освећење су извршили Митрополит Курски и Обојански Назариј (Кирилов), Архиепископ Харковски и Ахтирски Натанаил (Троицки), Епископ Сумски Корнилиј (Попов) и Епископ Белгородски Никон (Пурлевски).
У мају 1922. године, након хапшења патријарха Тихона, уз подршку власти, формирана је обновитељска Врховна црквена управа. Архиепископ харковски Натанаил и епископ Старобељски Павле одбили су да му се повинују. ВЦУ је 6/19. августа 1922. разрешила епископа Павла, а 11/24. августа архиепископа Натанаила. Указе о разрешењу и избацивању из Харковске епархије објавио је у Народном комесаријату правде (НКЈ) 15/28 августа 1922. године.
Централна управа у Харковској области саопштила им је грађанин Захаржевски, потписан од ВЦУ, да су отпуштени из особља и протерани из Харковске епархије. Растављени владика и његови послушници покушали су да приговоре на одлуку ВЦУ, али су се потом обавезали да ће се повиновати овој одлуци. Затим су у присуству Народног комесаријата правде, полиције, овлашћене од ВЦУ, запечаћене просторије епархијског дома“.
Архиепископ Натанаил је 4/17 септембра 1922. изведен пред суд и убрзо протеран из Харкова. Никада се није вратио у град, па је стога на општем скупу свештенства и лаика, који је одржан у јесен ове године у цркви Старе Тројице, донета одлука: „Епископа Старобелског Павла треба позвати на чело Харковске цркве. епархије“, који се исте јесени вратио у град, али нигде није служио.
ГПУ га је 17. марта 1923. ухапсила са 13 свештеника и двојицом мирјана. На данашњи дан у Благовештенској саборној цркви певао је само хор, пошто су сви свештеници похапшени. Полиција је запечатила храм и узела кључеве од парохијског дома. Дана 23. марта саборни храм је пренет обновитељима.
Према резолуцији Посебне комисије ГПУ Украјинске ССР о административним протеривања од 2/15. маја 1923. године, одређено је: „Протерати из граница Украјине на период од 3 године епископа Старобелског Павла, Павла. Федорович Кратиров, Николај Федорович Колчицки – протојереј Благовештенског сабора, Николај Михајлович Загоровски – протојереј, Радченко Павле Митрофанович – свештеник, мирјани – Габијев Сергеј Александрович и Стешенко Петр Петрович“. Разлог хапшења и протеривања Епископа. Павла и појединог свештеника је да нису признали ВЦУ као канонску институцију и да нису хтели да се повинују штићеницима „Живе Цркве“. 8/21. маја 1923. пуштен је уз признаницу и одлази на Крим.
На Криму је неко време управљао Јалтинским викаријатом Тауријске епархије, али се тамо није дуго задржао. Затим је живео у Абхазији.
Затим се преселио у Вологду. 3 (16) августа 1923. године служио је прву литургију у Вологди. 4. септембра постављен је за привременог администратора Вологдске епархије, али је 14 (27) септембра напустио Вологду.
14. новембра 1923. године, указом патријарха Тихона и Светог синода, постављен је за епископа александровског, викара Владимирске епархије. Живео у Владимиру. Затим се преселио у Велики Устјуг.
Живео је неко време у Москви. У мемоарима игуманије Јулијаније (Невахович):
На дан расправе у Москву је дошао епископ Павле, који се опоравио на Криму. Желео је да види Његову Светост Патријарха и да затражи заказивање, како је мислио, последњи пут. Шетајући по Москви, видео је велике плакате који су најављивали спор. Дошавши код својих рођака, црквених људи, сазнао је за недавна хапшења и онда је одлучио да оде на расправу и тамо говори у славу Божију. Његов изглед је био једноставан, одећа такође, није могао да привуче ничију пажњу, па су му је, када је тражио да говори на некој дебати, радо дали. Али када је Владика проговорио, не само да је разбио све аргументе обновитеља, него је толико горео од љубави према Господу да је у том тренутку цела публика била спремна да пође са њим на Крст. Дебата је одмах завршена, без давања говора следећим говорницима. Јавност је пожурила да сазна ко је овај проповедник. Сазнавши да је ово епископ, сви су почели да прилазе по благослов и изражавају своје одушевљење, спремност да иду за Христом на крст. Али само владика Павле је тог дана отишао на крст.
У пролеће 1926. подржао је претензије митрополита јарославског Агафангела (Преображенског) на место Патријаршијског местобљуститеља. Митрополит Сергије је и раније сматрао освајачем највише црквене власти.
Митрополита Сергија је сматрао узурпатором највише црквене власти и пре него што је створио Привремени Патријаршијски Свети Синод и објављивања „Декларације...“ од 16/29 јула 1927. године. Постао је први од епископа Патријаршијске цркве у СССР-у који је прекинуо односе са митрополитом Сергијем због неслагања са курсом црквене политике који је он усвојио. Овај закључак се може извући из његовог писма „Црква у пустињи“. Одлазак владике Павла, који се догодио у септембру 1927. године.
Крајем 1927. године послао је писмо митрополиту јарославском Агатангелу и добио подршку од њега, јер је митрополита Сергија назвао „узурпатором црквене власти“.
У фебруару 1928. написао је писмо-поруку у катакомбној црквеној литератури „Наше критичке примедбе на друго писмо митрополита Сергија”.
У априлу 1928. послао је званичну изјаву намеснику Патријаршијског Локум-а митрополиту Сергију о свом одласку од њега, због чега му је указом митрополита Сергија и Привременог Светог Патријаршијског синода под њим забрањено свештенство.
У мају 1928. написао је друго писмо-поруку „О модернизованој Цркви или о Сергијевом Православљу“, у којем је отишао даље од осталих критичара намесника Патријаршијског Лоцум-а митрополита Сергија, оптужујући га за раскол и јерес, па чак и отпадништво: „ митрополит. Сергије, не лично у име себе и свог Синода, већ у име целе Православне католичке цркве, поклонио се човекобогу који је гордо и богохулно говорио... Ја грешни сматрам да такве црквене поглаваре треба звати не само јеретици и расколници, већ и отпадници. На крају крајева, Мет. Сергије у црквено богослужење уноси јерес осавремењеног отпадништва, незапамћену у историји Цркве, чија су природна последица били црквени немири и раскол”.
Епископ Димитрије је тражио документа и објашњења по овом питању, а након што их је примио, примио је епископа Павла у причест, и позвао га да служи најближим Истинско-православним заједницама. Тако је од лета епископ Павле започео потпуно легалну делатност као владајући епископ. Позван је у ОГПУ, питан о његовом односу према „Декларацији...“ и дозвољено му је да изађе на службу у цркве које су му биле повезане. Током лета 1928. године, приступило му је око 20 општина, а потом су и бројне друге парохије признале његову јурисдикцију. Од свих заједница захтевао је законски усвојену резолуцију да му се придружи.
Убрзо је поново позван у ОГПУ и захтевао је да се прекине са уздизањем имена Патријаршијског Лоцум Тененса, митрополита Петра. Након што је епископ одбио да испуни овај услов, уследила је забрана путовања на даљину и даље припајање парохија.
Крајем септембра 1928. поново је позван у ОГПУ, где му је сваки пут уз посебну дозволу било дозвољено да путује на велике удаљености, али је у марту 1929. уследила коначна забрана. Престао је да одлази на службе у друге градове, иако је наставио да угошћује заједнице. Укупно је предводио око 40 „јозефитских“ парохија у Харковском, Сумском и Дњепропетровском округу.
Године 1931. ухапшен је у Харкову у случају „контрареволуционарне организације Истинска православна црква“. Од јануара до марта 1931. испитиван је 24 пута, није се изјаснио кривим, али није крио негативан став према политици совјетске власти: „Такозвано развлашћење кулака са верског становишта је дефинитивно појава несветих. Тако то, без сумње, сматрају сви верници.”
Тешко болесни епископ је 2. јануара 1932. Осуђен Посебним скупом при Колегијуму ОГПУ на 10 година затвора. Три дана касније преминуо је у затворској болници са све већом слабошћу срца од саркома лимфних жлезда и обостраног плеуритиса. Сахрањен је на гробљу, које се налазило недалеко од Озерјанске цркве на Холодној Гори.

## Канонизација
Име епископа Павла унето је у нацрт списка руских новомученика и исповедника у припреми за канонизацију коју је РПЦЗ извршила 1. новембра 1981. године. Међутим, списак новомученика објављен је тек крајем 1990-их
23. децембра 2014. године, одлуком Светог Синода Украјинске Православне Цркве, укључен је у Сабор Старобељских Светих (14/27. маја).